# Wołkowszczyzna (rejon wileński)
Wołkowszczyzna (lit. Vilkiškės) – wieś na Litwie, w okręgu wileńskim, w rejonie wileńskim, w gminie Mariampol.

## Historia
W XIX i w początkach XX w. położona była w Rosji, w guberni wileńskiej, w powiecie wileńskim, w gminie Rudomino. Po I wojnie światowej pod administracją polską, w Zarządzie Cywilnym Ziem Wschodnich. W latach 1920–1922 w składzie Litwy Środkowej.
Od 11 kwietnia 1922 leżała w Polsce, w województwie wileńskim, w powiecie wileńsko-trockim, w gminie Rudomino. W 1931 miejscowość liczyła:
- wieś – 126 mieszkańców, zamieszkałych w 17 budynkach,
- zaścianek – 13 mieszkańców, zamieszkałych w 2 budynkach[3].

Po II wojnie światowej w granicach Związku Sowieckiego. Od 1991 na niepodległej Litwie.